# Església de Santiago (Jaca)
L'església de Santiago és un temple catòlic d'estil romànic amb tres naus que originàriament van estar rematades a l'est per absis avui desapareguts, al nucli del municipi de Jaca. L'entrada al temple era en un pòrtic sota la torre, a l'oest. Es conserven les pilastres del pòrtic, els murs nord i sud i restes del presbiteri. A la torre campanar es distingeix perfectament el nivell del recreixement del cos original: el primer cos presenta finestres geminades de falsa ferradura, la seva antiga cornisa i els seus permòdols; i per damunt, un segon cos que allotja el campanar. La capçalera de l'església es cobreix mitjançant volta d'aresta entre arcs doblegats, mentre que la nau central ho fa amb arcs torals, excepte el tram segon. Les mides actuals són de 30 x 26,5 metres però amb els absis podria tenir uns 40 m., mides importants en aquell moment de la història de la ciutat de Jaca.

## Història
La seva data de fundació és desconeguda encara que probablement data del segle x. Segons el còdex del segle xiii conegut com a llibre de la cadena del Concejo de Jaca, l'any 1088, sota el regnat de Sancho Ramírez, el bisbe Pere va ordenar la reconstrucció del temple que estava en un estat ruïnós, hagut de potser al saqueig sarraí.
En 1614 va passar a les mans de l'orde dels Dominics. Des de llavors s'ha conegut també com a Església de Santo Domingo. Això va suposar una important transformació en la seva estructura, ja que es van eliminar els absis. En aquest mur resultant es va col·locar l'entrada i l'altar major va passar a situar-se en l'antic pòrtic. Va quedar orientada cap a l'oest, cap a Santiago de Compostel·la, característica aquesta peculiar en el romànic aragonès.
En 1887 es va cedir a les Germanes de la Caritat de Santa Ana.

## Contingut artístic
Posseeix una col·lecció de retaules procedents de diferents esglésies de la diòcesi i altres obres d'art:
- Retaule de la Dormició de la Verge del segle xvi, procedent de l'església d'Acumuer
- Retaule de la Verge del Roser del segle xvii, els quadres central del qual de la Verge i superior de Sant Vicent i Santa Francesca Romana procedeixen tots dos de la catedral de Jaca.
- Retaule de l'Assumpció de la Verge, del segle xvii, procedent de Ruesta.
- Capella del Santíssim, amb diverses pintures sobre taula del segle xvii.
- La decoració pictòrica de la cúpula del creuer és obra de Juan Bautista Topete.

Destaca per la seva singularitat, la pila baptismal hispàno-àrab d'estil califal, en marbre, probablement del segle x. Va estar col·locada sobre un capitell romànic procedent del claustre de la catedral de Jaca. Aquest capitell, obra del mestre Esteban, ha estat objecte de gran interès per la seva bellesa i enigmàtica simbologia. En la dècada dels 60, el rector D. Alfredo Giménez va ordenar moure el conjunt de pila i capitell, que estava adossat a un mur i no podia contemplar-se en la seva integritat, per exposar-ho exempt. Ja en 1995, el sacerdot D. Marino Sevilla Ualte els va fer restaurar i exposar per separat: avui la pila està propera a l'altar major sobre un fust d'alabastre i el capitell s'exhibeix en una vitrina als peus d'una de les naus laterals.